# Associação Fonográfica Portuguesa
A Associação Fonográfica Portuguesa (ou AFP), criada em 1989, sucedeu ao Grupo Português de Produtores e Fonogramas e Videogramas (GPPFV) e a União dos Editores de Vídeo e Áudio, sendo atualmente a única associação da indústria fonográfica a vigorar em Portugal.
As editoras fundadoras foram a PolyGram (atual Universal Music), EMI-Valentim de Carvalho, Selecções do Reader's Digest, Edisco, Sony Music (antiga CBS), Círculo de Leitores, BMG e Valentim de Carvalho (VC). Em outubro de 1991, foi criada a Associação Fonográfica Independente, entretanto já extinta, cujo objetivo era defender os interesses das editoras que não integravam a AFP.
Um dos principais objetivos da AFP é a defesa dos direitos e interesses da indústria fonográfica. As suas atividades principais são o combate à pirataria das obras protegidas pelos direitos de autor, o acompanhamento do processo legislativo dos mesmos processos (a nível local e internacional), a divulgação de dados estatísticos, como tabelas de vendas, levantamentos de mercado e ainda a atribuição de galardões, como discos de ouro e platina.
Desenvolve um trabalho constante, de acompanhamento com as autoridades, combatendo a pirataria, e presta formações nas áreas técnicas, relacionadas com a música gravada. É o grupo português da IFPI, que representa mais de 1450 empresas musicais.
Promoveu até 2012 um programa no canal 1 da televisão pública portuguesa (RTP1) denominado Top+, onde eram divulgados os topos de vendas musicais semanais conforme as tabelas oficiais da AFP.

## Objectivos
As resoluções declaradas da AFP, atualmente, são:
1. Defesa dos direitos e interesses da indústria fonográfica;
2. Combate à pirataria das obras protegidas;
3. Acompanhamento de processos legislativos, a nível local e internacional;
4. Divulgação de dados estatísticos.

## Tops Nacionais deSinglese deStreaming
Desde janeiro de 2016, a AFP, juntamente com a Audiogest e a empresa de estudos de mercado Gfk, passou a compilar duas novas tabelas: o Top Nacional de Singles e o Top Nacional de Streaming. Durante quatro anos, o Top Nacional de Singles foi constituído por 100 postos, tendo passado a incluir 200 postos em janeiro de 2020.
O Top Nacional de Singles junta os números dos downloads pagos de faixas compradas no iTunes aos números das reproduções serviços nos  de streaming Spotify, Apple Music, Deezer, Tidal, Napster e YouTube/YouTube Music.Também chegou a compilar os números do Groove Music e do Google Play Música, serviços extintos em 2017 e 2020, respetivamente, tendo o último sido substituído pelo YouTube Music. O Top Nacional de Streaming inclui os números do consumo de música feito em Portugal através dos mesmos serviços de streaming que o Top Nacional de Singles.
A decisão de criação destas tabelas deveu-se ao forte incremento do consumo de música através de plataformas de streaming em Portugal, refletindo uma tendência mundial. Segundo a AFP, em 2015 o streaming representava "mais de 30% do mercado total de música em Portugal e cerca de 80% do mercado digital de música em Portugal." Ao apresentar os novos tops, no início de 2016, a AFP caracterizou o streaming também como sendo "de longe a forma de consumo de música com o maior crescimento dos anos [anteriores], tendo já superado em muito o download." No ano de 2015, o mercado de streaming apresentou uma taxa de crescimento muito próxima dos 60%.
Por norma, quem ficava em primeiro lugar na tabela de streaming ficava também em primeiro lugar no top de singles, devido ao grande peso dos resultados do streaming em Portugal.
O primeiro número do Top Nacional de Singles foi "Sorry", de Justin Bieber. A primeira canção de um artista português ou lusófono a chegar ao n.º 1 do Top Nacional de Singles foi "Amar pelos Dois", de Salvador Sobral, na 20.ª semana de 2017, na sequência da vitória do cantor português no Festival RTP da Canção daquele ano. A primeira canção de um artista português ou lusófono a passar mais do que uma semana no primeiro posto dessa tabela foi "Faz Gostoso", de Blaya, em 2018. A primeira canção de um artista brasileiro a chegar ao nº 1 foi "Menina Solta", de Giulia Be, em 2020. O tema recordista de mais semanas no número é "Dançarina", de Pedro Sampaio e MC Pedrinho, que em 2022 liderou a tabela durante 25 semanas não-consecutivas. A faixa de artistas de fora de lusofonia que ocupou o número um da mesma tabela durante mais semanas  foi "Love Nwantiti", do nigeriano Ckay com o também nigeriano Joeboy e o ganês Kuami Eugene, que liderou o top durante 20 semanas consecutivas entre 2021 e 2022. As canções de artistas portugueses que mais semanas passaram no número um foram "Como Tu", de Bárbara Bandeira com Ivandro, em 2022 e 2023, e "Tata", de Slow J, em 2023 e 2024. Ambas lideraram a tabela durante nove semanas não-consecutivas.

## Galardões
Os discos de ouro e platina são certificações, atribuídas pelas empresas editoras fonográficas, que premeiam os fonogramas que tenham atingido o número mínimo de 7.500 unidades vendidas. As 7.500 unidades equivalem a um disco de ouro e as 15.000 a um disco de platina. Os discos de diamante são galardoados pelas editoras discográficas a partir da décima platina.
Álbuns
| Certificação | Antes de 1990 | Entre 1990 e 2004 | Entre 2005 e 2010 | De 2011 a data incerta | Atualmente                                                     |
| ------------ | ------------- | ----------------- | ----------------- | ---------------------- | -------------------------------------------------------------- |
| Prata        | 15.000        | 10.000            | Extinta           | Extinta                |                                                                |
| Ouro         | 25.000        | 20.000            | 10.000            | 7.500                  | 7500 unidades/75.000 downloads de faixas/ 18.750.000 streams   |
| Platina      | 50.000        | 40.000            | 20.000            | 15.000                 | 15000 unidades/150.000 downloads de faixas/ 37.750.000 streams |

DVD e vídeos musicais
| Certificação | Antes de 2001 | Depois de 2001 |
| ------------ | ------------- | -------------- |
| Prata        | 5.000         | Extinta        |
| Ouro         | 7.500         | 4.000          |
| Platina      | 10.000        | 8.000          |

## Anti-Pirataria e direitos
A APF combate a pirataria, e juntamente com órgãos da autoridade, como a GNR, dispõe de notícias sobre esse assunto, e ainda o código completo do Código de Direito de Autor.